# Mary Anna Draperová

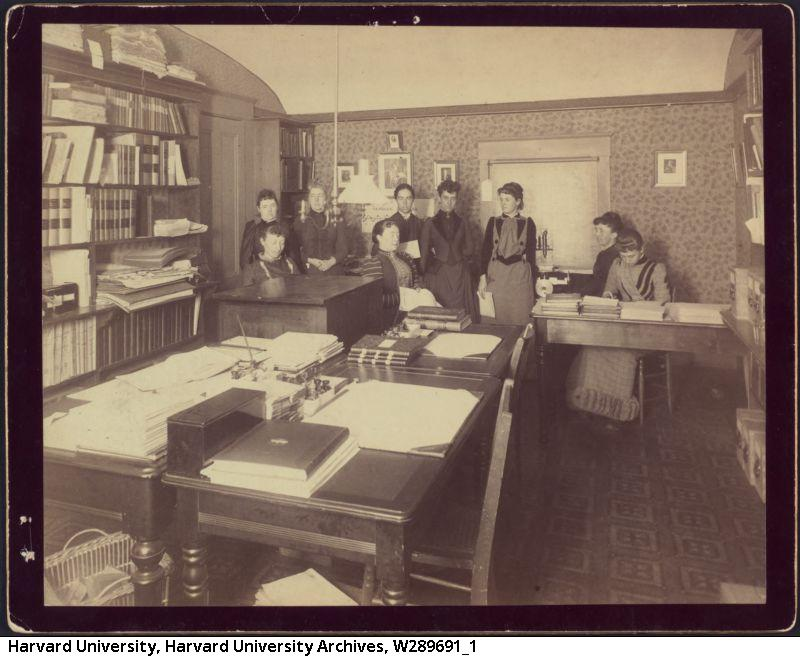
Harvardské počtářky v dlouhé počtářské místnosti v roce 1891. Zleva doprava: neznámá žena (stojící), neznámá žena (sedící), pravděpodobně Evelyn Lelandová, Mary Draperová (sedící), Antonia Mauryová, Williamina Flemingová, pravděpodobně M. C. Stevensová (nebo jiná Stevensová), pravděpodobně Florence Cushmanová, neznámá žena.

Mary Anna Draperová, také známá jako Mary Anna Palmer Draper, (11. září 1839 – 8. prosince 1914) byla americká mecenáška, astronomka a odborná asistentka manžela Henryho Drapera, průkopníka astronomické fotografie, se kterým po celou dobu manželství pracovala a zdokonalovala se v astronomii. Z dědictví rodičů financovala manželovy vědecké aktivity a později přispívala na výzkumy dalších astronomů. Po manželově smrti (1882) financovala také práci E.C. Pickeringa na Observatoři Harvardovy univerzity a založila pamětní fond pro ocenění za výjimečný astronomický výzkum nesoucí jméno Medaile Henryho Drapera.

## Biografie
Mary Draperová se narodila v roce 1839 ve Stoningtonu v Connecticutu jako dcera Mary Ann (Suydamové) a Courtlandta Palmerových. O jejím raném životě před sňatkem s Henrym Draperem v roce 1867 je známo jen málo. Její otec, obchodník a investor do nemovitostí, však po své smrti v roce 1874 odkázal dceři a třem synům velký majetek.
Manžel Henry Draper (1837–1882) byl americký lékař a profesor chemie a fyziologie na University of the City of New York (později Newyorská univerzita). Byl také prvním známým astrofotografem a zkušeným amatérským astronomem se zvláštním zájmem o hvězdnou spektroskopii. Podnítil zájem své ženy o astronomii a stali se spolupracovníky. Paní Draperová se díky tomu, že mu pomáhala při pozorování a asistovala mu v laboratoři, stala odbornou technickou pracovnicí. Po manželově smrti v roce 1882 založila paní Draperová na Observatoři Harvardovy univerzity fond „Henry Draper Memorial“. Peníze umožnily řediteli Edwardu Pickeringovi zahájit ambiciózní program fotografování spekter hvězd a jejich klasifikace podle charakteristik, které fotografie odhalily. Až do své smrti na zápal plic v roce 1914 byla v centru vědeckého dění.
Kromě toho, že Mary Draperová přispěla po smrti manžela Harvardské hvězdárně, zajímala se také o Národní akademii věd a v roce 1883 jí věnovala Medaili Henryho Drapera, která se uděluje za vynikající práci v oblasti astronomické fyziky. Měla také vliv na založení Observatoře Mount Wilson v Kalifornii pod dohledem nově organizovaného Carnegieho institutu (1902). 
Dalším jejím zájmem byla archeologie; shromáždila rozsáhlou sbírku starověkých artefaktů z Blízkého východu, Řecka a Říma. Po její smrti byla jejím jménem odkázána Metropolitnímu muzeu umění její rozsáhlá sbírka egyptských artefaktů, klasických starožitností, tapiserií, 22 miniaturních obrazů a dalších uměleckých děl.

## Kariéra
V době jejich sňatku (1867) Henry Draper stavěl velký dalekohled na své observatoři v Hastings-on-Hudson v New Yorku, nedaleko jejich letního sídla v Dobbs Ferry. Zde Draperovi, mimo jiné, provedli průkopnickou práci v oblasti mlhovin a  fotografování Měsíce a pořízení prvních fotografií absorpčních čar ve hvězdných spektrech. Dalších patnáct let Mary Draperová pomáhala svému manželovi při všech jeho pozorováních, fotografování a laboratorních pracích. V roce 1878 odjeli do Rawlinsu ve Wyomingu pozorovat zatmění Slunce. Zimy trávili Draperovi v New Yorku, kde měli laboratoř spojenou se svým domem na Madison Avenue a kde Mary Draperová uchovávala svou rozsáhlou sbírku archeologických artefaktů. Inteligentní a nadaná žena také stála v čele newyorské vědecké společnosti.
Po manželově smrti v roce 1882 se Mary Draperová vzdala myšlenky pokračovat v astronomickém výzkumu. Po návštěvě Harvardské observatoře, kde astronomové navázali na průkopnické fotografování hvězdných spekter Draperovými, darovala hvězdárně některé z manželových astronomických přístrojů a založila grant „Henry Draper Memorial“, aby mohl výzkum pokračovat. Štědrost Draperové umožnila významný pokrok v oblasti hvězdné spektroskopie, který vznikl na Harvardské observatoři. Díky její dobročinnosti tento grant umožnil observatoři uskutečnit rozsáhlý program, který podpořil práci mnoha žen, které byly zaměstnány jako kvalifikované pracovnice na zpracování astronomických dat. Tento tým žen byl následně označován jako Harvardské počtářky (Harvard computers) a mezi jeho členky patřily například astronomky Williamina Flemingová, Annie Jump Cannonová, Henrietta Leavittová a neteř paní Draperové Antonia Mauryová.
Mary Draperová pravidelně navštěvovala observatoř, sledovala podrobný průběh výzkumu, osobně také zkoumala hvězdná spektra a svou laboratoř přeměnila na vědeckou přednáškovou a výstavní síň. Peníze, které věnovala, umožnily Edwardu Pickeringovi zahájit rozsáhlý program fotografování hvězdných spekter a jejich klasifikaci na základě fyzikálních charakteristik, a tak sestavit tzv. Draperův katalog hvězdných spekter (v roce 1890), který byl následně aktualizován a rozšířen v dalších 11 svazcích.